# Devid Striesow
Devid Striesow (født 1. oktober 1973 i Bergen auf Rügen) er en tysk skuespiller. Han er muligvis bedst kendt for sin rolle i den tyske film Forfalskerne fra 2007, der vandt en Oscar.
Efter sin skolegang, flyttede han til Berlin for at starte en guldsmedlærlingeuddannelse. Men efter murens fald i 1989 ændrede hans livplan sig, og han vendte tilbage til skolen for at afslutte sin uddannelse. Først ville han studere musik, men efter anbefaling fra venner, søgte han ind på dramaskolen Ernst Busch.
Hans kollega kandidater i år 1999 var blandt andre Fritzi Haberlandt og Nina Hoss. Siden 1999 har han blandt andet været teaterskuespiller på Deutsches Schauspielhaus i Hamburg og på Düsseldorfer Schauspielhaus aktiv. I Düsseldorf, begyndte han at samarbejde med instruktøren Jürgen Gosch. Han medirkede i hans produktioner Cathy Heilbronn, Prinz Friedrich von Homburg, eller slaget ved Fehrbellin, Hamlet og Vlas'' i Maxim Gorkij's sommergæster.
Han har også medvirket i flere film bl.a. 12 Meter Ohne Kopf fra 2009 om den tyske pirat Klaus Størtebeker.